# Norbert Tiemann
Norbert Theodore Tiemann, född 18 juli 1924 i Minden, Nebraska, död 19 juni 2012 i Dallas, Texas, var en amerikansk republikansk politiker. Han var Nebraskas guvernör 1967–1971.
Tiemann deltog i andra världskriget och Koreakriget. År 1949 utexaminerades han från University of Nebraska. Tre gånger valdes han till borgmästare i Wausa.
Tiemann efterträdde 1967 Frank B. Morrison som Nebraskas guvernör och efterträddes 1971 av J. James Exon. Stora utbildningspolitiska satsningar gjordes i Nebraska under Tiemanns tid som guvernör och delstatens första lag om minimilön trädde i kraft. Konservativa republikaner var missnöjda med Tiemanns politik.
Tiemann deltog i republikanernas konvent inför presidentvalet i USA 1972. År 2012 avled han 87 år gammal.